# Nemzeti Fotóművészeti Múzeum
A Nemzeti Fotóművészeti Múzeum 2025-ben nyílik meg Budapesten, a Városliget szomszédságában található Klösz-villában. A múzeum célja a magyar fotóművészet reprezentálása és népszerűsítése, valamint jelentős alkotásainak megőrzése lesz. A Szépművészeti Múzeum új tagintézményeként a korábban Kecskeméten működő Magyar Fotográfiai Múzeum gyűjteményét mutatja majd be.

## Története

### Magyar Fotográfiai Múzeum
A Magyar Fotográfiai Múzeumot 1991-ben alapították Katona István kezdeményezésére, első igazgatója Kincses Károly volt. Több mint 30 éven keresztül Kecskeméten, a város egykori ortodox zsinagógájának épületében működött, mindössze 300 négyzetméteren. Magyarország első alapítványi fenntartású múzeumaként kizárólag fotográfiák gyűjtésével, őrzésével, restaurálásával és kiállításával foglalkozott. Fenntartója kezdettől fogva a Magyar Fotográfiai Alapítvány volt. Alapítói jogait 2023-ban az OTP Banktól a Szépművészeti Múzeum vette át, ezzel a múzeum nemzeti közgyűjteménnyé vált.
A Magyar Fotográfiai Múzeum első igazgatója, Kincses Károly kiemelkedő szerepet vállalt a múzeum gyűjteményének megalapozásában. 2006-ban Baki Péter vette át az igazgatói posztot, aki hozzájárult a gyűjtemény Budapestre költöztetéséhez, és a Nemzeti Fotóművészeti Múzeum megalapításához.

## A gyűjtemény
A Magyar Fotográfiai Múzeum gyűjteménye elsősorban magyar származású fotográfusok és fotóművészek alkotásait őrzi, több mint 700 000 darabból álló képanyaggal rendelkezik. A gyűjteményben a 19. és 20. században aktív fotográfusok munkái mellett kortárs alkotók képei is megtalálhatók. A gyűjtemény különösen gazdag a két világháború közötti időszakot dokumentáló felvételekben, olyan ikonikus fotográfusok alkotásait tartalmazza, mint André Kertész, Moholy-Nagy László, Brassaï, Martin Munkácsi, Robert Capa vagy Korniss Péter.
A gyűjtemény műtárgyai 2025-ben az Országos Múzeumi Restaurálási és Raktározási Központba (OMRRK) kerülnek át, amelyet 2019-ben adtak át a Liget Budapest Projekt keretében.

## Épülete

### Klösz-villa
A Nemzeti Fotóművészeti Múzeum 2025-től a Városligeti fasor 49. szám alatt található Klösz-villában működik majd. Az 1890-es években épült villa eredetileg a neves, német származású magyar városfotós Klösz György műterme és otthona volt. Az elmúlt években irodaépületként funkcionált. A Városliget Zrt. vásárolta meg és újítja fel a közel 3000 négyzetméteres villát a Liget Budapest Projekt keretében. Az intézményben a tervek szerint több mint ezer négyzetméteres kiállítótér, múzeumpedagógiai foglalkoztatók, szakkönyvtár és egy előadótér is helyet fog kapni.